# Alexis Holmes
Alexis Holmes, född 28 januari 2000 i Hamden, är en amerikansk friidrottare som tävlar i kortdistanslöpning.

## Karriär
Vid världsmästerskapen i friidrott 2023 i Budapest ingick Holmes i USA:s mixade stafettlag på 4 × 400 meter som tog  guld. Vid OS 2024 tog hon åter guld på 4 x 400 meter.